# Ґленди (гміна Лукта)
Ґленди (пол. Ględy, нім. Gallinden) — село в Польщі, у гміні Лукта Острудського повіту Вармінсько-Мазурського воєводства.
Населення — 308 осіб (2011).

## Демографія
Демографічна структура станом на 31 березня 2011 року:
|          | Загалом | Допрацездатний вік | Працездатний вік | Постпрацездатний вік |
| -------- | ------- | ------------------ | ---------------- | -------------------- |
| Чоловіки | 158     | 47                 | 104              | 7                    |
| Жінки    | 150     | 39                 | 87               | 24                   |
| Разом    | 308     | 86                 | 191              | 31                   |